# Carlo Pascale
Pour les articles homonymes, voir Pascale.
Carlo Pascale, plus connu sous le nom de Paschal, en latin Paschalius, (Coni, 19 mars 1547 - Abbeville, 25 décembre 1625) est un diplomate et antiquaire italien.

## Biographie
Carlo Pascale naquit en 1547 à Coni, dans le Piémont, d’une famille noble. Il vint faire ses études à Paris, et eut l’avantage d’être admis chez le fameux Guy de Pibrac, président au parlement, qui, charmé de ses talents, se chargea de le produire dans le monde. Aubéry rapporte que le cardinal de Guise lui remit ses Mémoires sur le règne de Henri II, pour les publier ; mais c’est sans aucune preuve que cet écrivain accuse Paschal d’une infidélité dont il était incapable. L’espérance de parcourir avec honneur la carrière des emplois l’ayant décidé à se fixer en France, il s’y fit naturaliser. Il fut chargé en 1576, par Henri III, d’aller en Pologne réclamer les meubles précieux que ce prince y avait laissés en quittant ce royaume ; et il s’acquitta de cette commission avec tant de succès, que le roi le créa chevalier, et lui permit d’ajouter une fleur de lis à ses armoiries. Il épousa quelque temps après une riche veuve d’Abbeville qui, n’ayant que des parents éloignés, lui fit donation de tous ses biens. Henri IV l’envoya en 1589 en Angleterre demander à la reine Elisabeth des secours qu’il eut le bonheur d’obtenir. En 1592 il fut reçu avocat général au parlement de Rouen ; mais il n’en remplit pas longtemps les fonctions. On le jugea propre à travailler à la pacification des provinces qui refusaient encore de reconnaître l’autorité royale ; il parcourut successivement à cet effet le Languedoc, la Provence et le Dauphiné, et il réussit à y apaiser les troubles. En récompense de ses services, Paschal fut nommé conseiller d’État, et en 1604 ambassadeur près les Ligues-Grises. Il y passa dix années ; et comme les devoirs de sa place lui laissaient du loisir, il l’employait à l’étude des anciens auteurs, qui avaient toujours fait ses délices. Rappelé à Paris en 1614, il vint y prendre place au conseil d’État. Mais une attaque de paralysie l’ayant privé d’une partie de ses facultés, il se fit transporter dans son château de la Quente, près d’Abbeville, où il mourut presque octogénaire le 25 décembre 1625.

## Œuvres
On trouve la liste de ses ouvrages dans l’Histoire-ecclésiastique d’Abbeville, par le P. Ignace-Joseph de Jésus-Maria, carme déchaussé (c’était un neveu du fameux géographe Sanson); dans les Mémoires de Niceron , t. 17, et dans les Scrittori piemontesi, de Fr. Agost. della Chiesa. Les principaux sont :
- Vidi Fabricii Pibrachii vita, Paris, 1584, in-12, et dans les Vitæ selectæ, Breslau, 1711, in-8o. Cette Vie de Pibrac est remplie de détails curieux et singuliers ; elle a été traduite en français par un de ses descendants (Guy du Faur, seigneur d’Hermay), Paris, 1617, in-12.
- Elogium Eliæ Vineti, au-devant du Commentaire sur Ausone, par Vinet ;
- De optimo genere elocutionis tractatus, Rouen, 1595, in-12 ; Paris, 1601, in-8o ;
- Legatus, Rouen, 1598, in-8o. Cet ouvrage, l’un des premiers qui ait traité des devoirs et des fonctions de l’ambassadeur, eut un succès qu’il ne méritait pas ; il a été réimprimé plusieurs fois ; mais on ne recherche que la petite édition de Leyde, 1645, in-12, parce qu’elle fait partie de la collection des Elzeviers. Paschal prétendit que le Traité de l’ambassadeur, par Jean Hotman, n’était qu’un extrait de son ouvrage ; et il en fit paraître la réfutation sous ce titre : Notes sur un petit livre premièrement intitulé l’Ambassadeur, et depuis : De la charge et dignité de l’ambassadeur, par de Colazon, gentilhomme breton, Paris, 1605, in-8o. Hotman lui répliqua par l’Anti-Colazon. Baillet avait pris Colazon pour un personnage réel ; mais La Monnoie, dans ses Notes sur les Anti, prouve jusqu’à l’évidence que c’est un masque dont s’est servi Paschal, qui ne voulait pas figurer en son nom dans une querelle littéraire. (Voy. les Anti de Baillet.)
- Gnomæ seu axiomata politica ex Tacito, Paris, 1600, in-12 ;
- Censura animi ingrati, Ibid., 1601, in-8o ;
- Christianarum precum libri duo, Ibid., 1602, in-24 ; Ibid., 1609, in-8o. Scaliger faisait beaucoup de cas de ce recueil de prières, qui n’est pas commun. Colomiez lui a donné place dans sa Bibliothèque choisie. 8° Coronæ, opus decem libris distinctum, Ibid., 1610, in-4° ; Leyde, 1671 et 1681, in-8o. C’est un traité complet des couronnes et de leurs usages chez les anciens ; on y reconnaît une érudition immense, mais un peu indigeste.
- Virtutum et vitiorum definitiones, Paris, 1615, in-8o ; Genève, 1620, même format ;
- Legatio Rhætica, sive Relatio eorum quæ intra decennium in Rhætia acciderunt, Ibid., 1620. C’est l’histoire de l’ambassade de Paschal dans le pays des Grisons. Wicquefort dit qu’on voit, par cet ouvrage, qu’il savait parler grec et latin, mais qu’il n’était qu’un ministre fort médiocre. (Voy. le traité de l’Ambassadeur, livre 1er). Haller (Bibl. hist. Suiss.) parle au contraire fort avantageusement de ce livre, dont on a une traduction allemande par J. Fischer, Coire, 1781, in-8o.